# Oreocnemis phoenix
Oreocnemis phoenix är en trollsländeart som beskrevs av Elliot C.G. Pinhey 1971. Oreocnemis phoenix ingår i släktet Oreocnemis och familjen flodflicksländor. IUCN kategoriserar arten globalt som akut hotad. Inga underarter finns listade i Catalogue of Life.